# Pyrinia rigraphicalis
Pyrinia rigraphicalis là một loài bướm đêm trong họ Geometridae.